# Paul N. Rylander Award
Der Paul N. Rylander Award der Organic Reactions Catalysis Society (ORCS) ist ein seit 1988 vergebener Preis für Katalyse in der Organischen Chemie. Er ist nach Paul N. Rylander benannt, der auch erster Preisträger war. Der Preis ist mit 1000 Dollar dotiert und wird jährlich vergeben (auf den alle zwei Jahre stattfindenden Konferenzen der Gesellschaft).

## Preisträger
- 1988 Paul N. Rylander
- 1990 Robert L. Augustine
- 1992 Harold V. Greenfield
- 1993 John R. Kosak
- 1994 William M. Pearlman
- 1995 Gerard V. Smith
- 1996 William S. Knowles
- 1997 Roger A. Sheldon
- 1998 John F. Knifton
- 1999 Thomas A. Johnson
- 2000 K. Barry Sharpless
- 2001 Francis J. Waller
- 2002 Jerry R. Ebner
- 2003 Donna G. Blackmond
- 2004 Richard C. Larock
- 2005 Jean-Marie Basset
- 2006 Gadi Rothenberg
- 2007 Brian R. James
- 2008 John F. Hartwig
- 2009 Hans-Ulrich Blaser
- 2010 Matthias Beller
- 2011 Thomas A. Puckette
- 2012 Melanie S. Sanford
- 2013 Hans de Vries
- 2014 James F. White
- 2015 Joseph R. Zoeller
- 2016 Anil S. Guram
- 2018 Huw M. L. Davies
- 2020 Paul Chirik
- 2025 Hermenegildo García Gómez[1]